# Conus mustelinus
Espèce
Statut de conservation UICN

 LC  : Préoccupation mineure
Conus mustelinus est une espèce de mollusques gastéropodes marins appartenant à la famille des Conidae.

## Répartition
océan Indien et océan Pacifique.